# Liste de jeux Nintendo 3DS
La liste de jeux Nintendo 3DS répertorie les jeux vidéo disponibles sur la console Nintendo 3DS toutes régions et tous modèles confondus.
Remarques :
- Certains des jeux nommés ci-dessous sont encore en développement et peuvent donc changer de nom ou être annulés.
- Par souci de cohérence avec le reste de Wikipédia en français, il est utile de mettre les appellations françaises si le jeu possède un titre francophone.
- Pour les jeux dématérialisés, voir également les pages Liste de jeux Nintendo eShop (Nintendo 3DS), Console virtuelle (Nintendo 3DS).

Légende :
- (N3DS) = sorti uniquement sur New Nintendo 3DS
- (DLC) = contenu téléchargeable
- ° = également disponible en téléchargement sur le Nintendo eShop

- Haut – A
- B
- C
- D
- E
- F
- G
- H
- I
- J
- K
- L
- M
- N
- O
- P
- Q
- R
- S
- T
- U
- V
- W
- X
- Y
- Z

## 0-9
- 12-Sai. Honto no Kimochi°
- 12-Sai. Koisuru Diary°
- 12-Sai. Torokeru Puzzle Futari no Harmony°
- 100% Pascal Sensei: Kanpeki Paint Bombers°
- 1000m Zombie Escape!°
- 3D Game Collection: 55-in-1°
- 3D MahJongg°
- 35 Jeux classiques°
- 4 Elements°
- 50 Classic Games 3D°
- 7th Dragon III Code: VFD°

## A
- A-Ressha de Ikō 3D NEO°
- A-Train 3D: City Simulator°
- Ace Combat: Assault Horizon Legacy
- Ace Combat: Assault Horizon Legacy+° (N3DS)
- Acrylic Palette: Irodori Cafe - Cheers
- Adventure Time : Explore le donjon et pose pas de question !°
- Adventure Time: Finn and Jake Investigations°
- Adventure Time: Hey Ice King! Why'd You Steal Our Garbage?!!°
- Adventure Time: The Secret of the Nameless Kingdom°
- Âge de glace 4, L' : La Dérive des continents - Jeux de l'Arctique
- Aikatsu Stars! My Special Appeal°
- Aikatsu! 2-nin no My Princess°
- Aikatsu! 365-Hi no Idol Days°
- Aikatsu! Cinderella Lesson
- Aikatsu! My No.1 Stage!°
- AKB48+Me°
- Alexandra Ledermann 3D
- Alien Chaos 3D°
- All Kamen Rider: Rider Revolution°
- Alliance Alive, The°
- Amazing Spider-Man, The°
- Amazing Spider-Man 2, The°
- American Mensa Academy°
- Andro Dunos II°
- Angler's Club: Ultimate Bass Fishing 3D°
- Angry Birds Star Wars°
- Angry Birds Trilogy°
- Animal Crossing: Happy Home Designer°
- Animal Crossing: New Leaf°
- Animal Crossing: New Leaf - Welcome Amiibo°
- Animal Hospital°
- Anpanman to Asobo: New Aiueo Kyōshitsu
- Anpanman to Touch de Waku Waku Training
- Ansatsu Kyōshitsu: Assassin Ikusei Keikaku!!°
- Ansatsu Kyōshitsu: Korosensei Daihōimō!!°
- Apollo Justice: Ace Attorney°
- Arcade 3D
- Are You Smarter Than a 5th Grader?°
- Asonde Shogi ga Tsuyokunaru! Ginsei Shogi DX°
- Asphalt 3D
- Astérix : Le Domaine des dieux°
- Aventure Layton, L' : Katrielle et la Conspiration des millionnaires°
- Aventures de Tintin, Les : Le Secret de La Licorne
- Azada°
- Azito 3D

## B
- Barbie and Her Sisters: Puppy Rescue°
- Barbie Dreamhouse Party°
- Barbie: Groom and Glam Pups°
- Batman: Arkham Origins Blackgate°
- Battleship
- Beast Saga: Saikyō Gekiotsu Coliseum°
- Bella Sara: The Magical Horse Adventures
- Bella Sara 2: The Magic of Drasilmare°
- Ben 10: Galactic Racing
- Ben 10: Omniverse
- Ben 10: Omniverse 2°
- Best of Arcade Games°
- Best of Board Games°
- Best of Casual Games°
- Beyblade: Burst°
- Beyblade: Burst God°
- Beyblade: Evolution°
- Bibi und Tina°
- Bibi Blocksberg: Das grosse Hexenbesen-Rennen 2
- Bikkuri! Tobidasu! Mahō no Pen
- Bikkuriman Kanjuku Haoh: Sanmi Dōran Sensōki
- Bingo Collection
- Bit.Trip Saga°
- Biyōshi Debut Monogatari: Top Sutairisuto o Mezasō!°
- BlazBlue: Continuum Shift II°
- Bob l'éponge : La Grande Art-venture
- Bob l'éponge : La Vengeance robotique de Plankton°
- Boku no Hero Academia: Battle for All°
- Boku wa Kōkū Kanseikan: Airport Hero - Hawaii
- Boku wa Kōkū Kanseikan: Airport Hero - Narita
- Boku wa Kōkū Kanseikan: Airport Hero 3D - Haneda All Stars
- Boku wa Kōkū Kanseikan: Airport Hero 3D - Haneda with JAL°
- Boku wa Kōkū Kanseikan: Airport Hero 3D - Kansai All Stars
- Boku wa Kōkū Kanseikan: Airport Hero 3D - Naha Premium
- Boku wa Kōkū Kanseikan: Airport Hero 3D - Narita with ANA°
- Boku wa Kōkū Kanseikan: Airport Hero 3D - Osaka-KIX
- Boku wa Kōkū Kanseikan: Airport Hero 3D - Shin Chitose with JAL°
- Bokujō Monogatari: Futago no Mura +°
- Bonbon Ribbon: Tokimeki Coord Kirakira Dance°
- Boulder Dash-XL 3D°
- Bowling Bonanza 3D°
- Brain Training 3D°
- Bratz: Fashion Boutique
- Bravely Default°
- Bravely Default: Flying Fairy°
- Bravely Second: End Layer°
- Brilliant Hamsters!°
- Brunswick Pro Bowling
- Buddy Fight: Yūjō no Jōnetsu Fight!°

## C
- Cake-ya San Monogatari: Ooishii Sweets o Tsukurō!°
- Candy Match 3°
- Captain America : Super Soldat°
- Captain Toad: Treasure Tracker°
- CardFight!! Vanguard G: Stride to Victory!!°
- Cardfight!! Vanguard: Lock On Victory!!°
- Cardfight!! Vanguard: Ride to Victory!!°
- Carnival Far West 3D
- Cars 2
- Cartoon Network: Battle Crashers°
- Cartoon Network : Le Choc des héros
- Castlevania: Lords of Shadow - Mirror of Fate°
- Cave Story 3D
- Centipede: Infestation
- Chao Illust Club°
- CharaPet Tsukutte! Sodatete! Character Shōgakkō°
- Cheval et Poney : Ma vie de championne 3D°
- Cheval et Poney : Ma vie de soigneur de chevaux 3D°
- Cheval et Poney : Mon cheval western 3D°
- Cheval et Poney : Mon haras 3D - Au galop vers l'aventure°
- Cheval et Poney : Mon haras 3D - Tous en selle°
- Cheval et Poney : Mon poulain 3D°
- Chevrolet Camaro: Wild Ride°
- Chibi * Devi!
- Chibi * Devi! 2: Mahō no Yume Ehon°
- Chibi-Robo! Zip Lash°
- Chiens et Chats 3D : Mes meilleurs amis°
- Cho~ricchi! Tamagotchi no Puchi Puchi Omisecchi
- Choko Inu no Chokotto Fushigi na Monogatari: Chocolate Hime to Mahō no Recipe°
- Chō Sentō-chū Kyūkyoku no Shinobu to Battle Player Chōjō Kessen!
- Chō Tōsōchū Atsumare! Saikyō no Tōsōsha-tachi°
- Chōjin Ultra Baseball Action Card Battle°
- Chōju Giga Taisen
- Chōsoku Henkei Gyrozetter: Albatross no Tsubasa°
- Cinq Légendes, Les
- Citizens of Earth°
- Classic Games Overload: Card and Puzzle Edition°
- Cocoto: Alien Brick Breaker°
- Code Name: S.T.E.A.M.°
- Code of Princess°
- Combat de Géants : Dinosaures 3D
- Conception II: Children of the Seven Stars°
- Cooking Mama 4°
- Cooking Mama 5 : Bon Appétit !°
- Cooking Mama: Sweet Shop°
- Corpse Party°
- Crash City Mayhem°
- Crash Time 3D
- Crayon Shin-Chan Gekiatsu! Oden wa Rudo Dai Konran!!°
- Crayon Shin-chan: Arashi o Yobu Kasukabe Eiga Stars!°
- Crayon Shin-Chan: Uchū de Achoo!? Yūjō no Oba-Karate!!
- Croods, Les : Fête préhistorique°
- Crosswords Plus°
- CRUSH3D°
- Cube, The°
- Cube Creator DX°
- Cubic Ninja°
- Culdcept°
- Culdcept Revolt°
- Cut the Rope: Triple Treat

## D
- Dai Gyakuten Saiban: Naruhodō Ryūnosuke no Bōken°
- Dai Gyakuten Saiban 2: Naruhodō Ryūnosuke no Kakugo°
- Daigassō! Band Brothers P°
- Daisenryaku Daitōa Koboshi DX: Dainiji Sekai Taisen°
- Danball Senki W Chō Custom°
- Danball Senki Wars°
- Dangerous Jiisan to 1000-nin no Otomodachi Ja
- Dasshutsu Adventure: Zetsubō Yōsai°
- Dasshutsu Fantasy: Alice in Escape Land°
- Dead or Alive: Dimensions°
- Deca Sports Extreme
- Deer Drive Legends°
- Derby Stallion Gold°
- Détective Pikachu°
- Digimon Universe: Appli Monsters°
- Digimon World Re:Digitize Decode°
- Dillon's Dead-Heat Breakers°
- Disney Art Academy°
- Disney Infinity
- Disney Magical World°
- Disney Magical World 2°
- Disney Princesses : Mon royaume enchanté
- Docteur Lautrec et les Chevaliers oubliés
- Dog School: Lovely Puppy
- Dogimegi Inryoku-Chan°
- DokiDoki Precure: Narikiri Life!°
- Dokodemo Honya-San°
- Doll Fashion Atelier°
- Dolly Kanon Dokidoki Tokimeki Himitsu no Ongaku Katsudou Start Desu!!°
- Donkey Kong Country Returns 3D°
- Doodle Jump Adventures°
- Dora-Chie: Mini-Dora Ongakutai to 7-tsu no Chie°
- DoraEigo: Nobita to Yōsei no Fushigi Collection°
- Doraemon the Movie: Nobita no Nankyoku Kachikochi Daibōken°
- Doraemon: Nobita no Himitsu Dōgu Hakubutsukan°
- Doraemon: Nobita no Takarajima°
- Doraemon: Nobita no Uchū Eiyūki°
- Doraemon: Nobita to Kiseki no Shima
- Doraemon: Shin Nobita no daimakyō - Peko to 5-nin no tankentai°
- Doraemon: Shin Nobita no Nihon Tanjō°
- DoraKazu: Nobita no Sūji Daibōken°
- DoraMoji: Nobita no Kanji Daisakusen°
- Downtown Nekketsu Jidaigeki°
- Downtown no Gaki no Tsukai Yaarahen de!! Zettai ni Tsukamatte Haikenai Gasu Kurobikari Land°
- Dragon Ball Heroes: Ultimate Mission
- Dragon Ball Heroes: Ultimate Mission 2°
- Dragon Ball Heroes: Ultimate Mission X°
- Dragon Ball Z: Extreme Butōden°
- Dragon Ball Fusions°
- Dragon Quest Monsters 2: Iru to Ruka no Fushigi na Fushigi na Kagi°
- Dragon Quest Monsters: Joker 3°
- Dragon Quest Monsters: Joker 3 - Professional°
- Dragon Quest Monsters: Terry no Wonderland 3D°
- Dragon Quest VII°
- Dragon Quest VIII : L'Odyssée du roi maudit°
- Dragon Quest X°
- Dragon Quest XI : Les Combattants de la destinée°
- Dragons 2°
- Dream Girl Premier°
- Dream Trigger 3D
- DreamWorks Super Star Kartz
- Driver: Renegade
- DualPenSports
- Duck Dynasty°
- Dynasty Warriors VS°

## E
- E.X. Troopers°
- Earthpedia
- Elminage Gothic 3D Remix: Ulm Zakir to Yami no Gishiki°
- Elminage Ibun: Ame no Mihashira Kai°
- Epic Mickey: Power of Illusion°
- Esse: Rakuraku Kakeibo°
- Etrian Mystery Dungeon°
- Etrian Odyssey Untold: The Millennium Girl°
- Etrian Odyssey 2 Untold: The Fafnir Knight°
- Etrian Odyssey IV: Legends of the Titan°
- Etrian Odyssey Nexus°
- Etrian Odyssey V: Beyond the Myth°
- Ever Oasis°
- Exstetra°

## F
- F1 2011
- FabStyle
- Face Racers: Photo Finish
- Fantasy Life°
- Fantasy Life Link!°
- Farming Simulator 3D°
- Farming Simulator 14°
- Farming Simulator 18°
- Fast and Furious: Showdown
- Fate/Kaleid Liner: Prisma * Illya°
- FIFA 12°
- FIFA 13
- FIFA 14°
- FIFA 15°
- Final Fantasy Explorers°
- Fire Emblem Echoes: Shadows of Valentia°
- Fire Emblem Fates°
- Fire Emblem Warriors° (N3DS)
- Fire Emblem: Awakening°
- Fireman Sam: To The Rescue°
- Fish Eyes 3D°
- Fish On
- Fossil Fighters: Frontier°
- Freakyforms : Vos créations prennent vie !°
- Frogger 3D°
- Fujiko F. Fujio Characters Daishūgō! SF Dotabata Party!°
- Funfair Party Games°
- Funky Barn 3D
- Future Card Buddyfight: Mezase! Buddy Champion!°
- Future Card Buddyfight: Tanjō! Oretachi no Saikyō Buddy!°

## G
- G1 Grand Prix
- Gabrielle's Ghostly Groove 3D°
- Gaist Crusher°
- Gaist Crusher God°
- Game Center CX: 3-Chōme no Arino°
- Games Festival 1°
- Games Festival 2°
- Gardening Mama: Forest Friends°
- Garfield Kart°
- Gem Smashers
- Generator Rex: Agent of Providence
- Girls' Fashion Shoot°
- Girls RPG: Cinderellife°
- Go! Princess PreCure Sugar Ōkoku to 6-nin no Princess!°
- Gon: BakuBakuBakuBaku Adventure
- Goosebumps: The Game°
- Gotōchi Tetsudō: Gotōchi Chara to Nihon Zenkoku no Tabi°
- Grande Aventure Lego, le jeu vidéo - La°
- Green Lantern : La Révolte des Manhunters
- Gudetama: Hanjuku de Tanomuwa°
- Gudetama: Okawari Ikagassuka°
- Guild01
- Guild02
- Gummy Bears Magical Medallion°
- Gundam the 3D Battle
- Gundam Try Age SP°
- Guruguru Tamagotchi!°
- Gurumin

## H
- Haikyu!! Cross Team Match!°
- Haikyu!! Tsunage! Itadaki no Keshiki!!°
- HakoBoy! Hakozume Box
- Hakuōki: Memories of the Shinsengumi°
- Hamatora: Look at Smoking World°
- Hana to Ikimono Rittai Zukan°
- Happiness Charge PreCure! Kawa-Run * Collection°
- Happy Feet 2
- Harvest Moon 3D: A New Beginning°
- Harvest Moon : Les Deux Villages°
- Harvest Moon : La Vallée perdue°
- Harvest Moon : Le Village de l'arbre céleste°
- Hatsune Miku and Future Stars: Project Mirai
- Hatsune Miku: Project Mirai DX°
- Heavy Fire: The Chosen Few 3D
- Hello Kitty and Friends: Rock n' World Tour°
- Hello Kitty and Sanrio Friends 3D Racing°
- Hello Kitty Happy Happy Family°
- Hello Kitty Picnic with Sanrio Friends°
- Hello Kitty to Issho! Block Crash Z
- Hello Kitty's Magic Apron°
- Hero Bank°
- Hero Bank 2°
- Heroes of Ruin°
- Hey! Pikmin°
- Hidden, The
- Hidden Expedition: Titanic°
- High School DxD°
- Hime Girl Paradise: Mechikawa! Agemori Sensation!
- Hollywood Fame: Hidden Object Adventure°
- HomeTown Story°
- Hoppechan Minna de Odekake! Wakuwaku Hoppe Land!!°
- Hoppe-Chan: Punitto Shibotte Daibōken!°
- Hoppechan: Tsukutte! Asonde! Punipuni Town!!
- Horrid Henry: The Good, The Bad and The Bugly
- Horse Life 4°
- Horses 3D
- Hot Wheels : Meilleur pilote mondial°
- Hôtel Transylvanie°
- Hyakumasu Dora-San Nobita no Time Battle°
- Hyrule Warriors Legends°

## I
- I Love My Horse°
- I Love My Little Boy°
- I Love My Little Girl°
- I Love My Pets°
- Île des Miam-nimaux, L' : Tempête de boulettes géantes 2°
- Inazuma Eleven 1,2,3!! Legend of Endo Mamoru°
- Inazuma Eleven 3°
- Inazuma Eleven GO°
- Inazuma Eleven GO 2: Chrono Stone°
- Inazuma Eleven GO 3: Galaxy°
- Infernal Programme d'entraînement cérébral du Dr Kawashima, L' : Pouvez-vous rester concentré ?°
- IslandDays°

## J
- J Legend Retsuden
- Jake Hunter Detective Story: Ghost of the Dusk°
- James Noir's Hollywood Crimes 3D
- Japanese Rail Sim 3D: Journey in Suburbs #2°
- Japanese Rail Sim 3D: Journey to Kyoto°
- Japanese Rail Sim 3D: Monorail Trip to Okinawa°
- Jaws: Ultimate Predator
- Jewel Link Double Pack: Safari Quest and Atlantic Quest
- Jewel Link: Legends of Atlantis 3D°
- Jewel Master: Cradle of Egypt 2 3D°
- Jewel Master: Cradle of Rome 2°
- Jewel Match 3°
- Jewel Quest: The Sapphire Dragon°
- Jewel Quest IV: Heritage°
- Jewel Quest Mysteries: The Seventh Gate°
- Jewelpet: Cafe de Mahō no Cooking!°
- Jewelpet: Mahō de Oshare ni Dance * Deco!
- Jewelpet: Mahō no Rhythm de Ieie!
- Jewel Time Deluxe
- Jikkyō Powerful Pro Yakyū Heroes°
- JS Girl: Doki Doki Model Challenge°
- Jukugo: Sokuhiki Jiten

## K
- Kaite Oboeru: DoraGana°
- Kaitō Joker: Toki o Koeru Kaitō to Ushinawareta Hōseki°
- Kamen Rider: Travelers Senki°
- Kamiwaza Wanda: Kirakira Ichibangai Kikiippatsu°
- Karous: The Beast of Re:Eden°
- Kawaii Koneko 3D°
- Kawaii Pet to Kurasō! Wan Nyan and Idol Animal°
- Kawaii Pet to Kurasō! Wan Nyan and Mini Mini Animal°
- Kenka Banchō 6: Soul and Blood°
- Kid Icarus: Uprising°
- Kingdom Hearts 3D: Dream Drop Distance°
- Kiniro no Corda 3: Full Voice Special°
- Kira*Meki Oshare Salon! Watashi no Shigoto wa Biyōshi-San°
- Kirby : Au fil de la grande aventure°
- Kirby Battle Royale°
- Kirby: Planet Robobot°
- Kirby: Triple Deluxe°
- Kobayashi ga Kawai Sugite Tsurai!! Game Demo Kyun Moe MAX ga Tomara Nai°
- Kobito Game Taizen°
- Kobitodzukan: Kobito Kansatsu Set
- Kobitodzukan: Kobito no Fushigi - Jikken Set°
- Kodomo ni Anshin Shite Ataerareru Game Series: Sekai Meisaku Dōwa°
- Koh-Lanta 3D: L'Aventure de l'extrême
- Koh-Lanta : Le Choc des héros°
- Kokuga°
- Konchū Monster: Super Battle°
- Koneko no Album: My Little Cat°
- Kōekizaidan Hōjin Nihon Kanji Nōryoku Kentei Kyōkai: Kanken Training°
- Kōekizaidan Hōjin Nihon Kanji Nōryoku Kentei Kyōkai: Kanken Training - 9-Kyū 10-Kyū
- Kōekizaidan Hōjin Nihon Kanji Nōryoku Kentei Kyōkai: Kanken Training - Jun-2-Kyū
- Kōekizaidan Hōjin Nihon Kanji Nōryoku Kentei Kyōkai: Kanken Training 2°
- Kōenji Joshi Soccer 3: Koisuru Eleven Itsuka wa Heaven°
- Kuma-Mon * Bomber: Puzzle de Kuma-Mon Taisō°
- Kung Fu Panda : Le Choc des légendes°
- Kunio-kun Nekketsu Complete: Famicom-Hen°
- Kuroko no Basuke: Mirai e no Kizuna°
- Kuroko no Basuke: Shōri e no Kiseki°

## L
- Labyrinth no Kanata
- Lalaloopsy: Carnival of Friends
- Langrisser Re:Incarnation Tensei°
- Lapins Crétins, Les : La Grosse Bagarre
- Lapins Crétins 3D, The°
- Léa Passion : Bébés 3D
- Léa Passion : Mode 3D
- Léa Passion : Vie de fashionista 3D
- Legend of Korra, The: A New Era Begins°
- Legend of Legacy, The°
- Legend of Zelda, The: A Link Between Worlds°
- Legend of Zelda, The: Majora's Mask 3D°
- Legend of Zelda, The: Ocarina of Time 3D°
- Legend of Zelda, The: Tri Force Heroes°
- Legends of Oz: Dorothy's Return°
- Lego Batman 2: DC Super Heroes°
- Lego Batman 3 : Au-delà de Gotham°
- Lego City Undercover: The Chase Begins°
- Lego Friends
- Lego Harry Potter : Années 5 à 7
- Lego Jurassic World°
- Lego Le Hobbit°
- Lego Le Seigneur des anneaux°
- Lego Legends of Chima : Le Voyage de Laval°
- Lego Marvel Super Heroes : L'Univers en péril°
- Lego Marvel's Avengers°
- Lego Ninjago: Nindroids°
- Lego Ninjago : L'Ombre de Ronin°
- Lego Pirates des Caraïbes, le jeu vidéo
- Lego Star Wars III: The Clone Wars
- Lego Star Wars : Le Réveil de la Force°
- Let's Ride! Best in Breed 3D°
- Little Battlers Experience°
- Lord of Magna: Maiden Heaven°
- Lost Heroes°
- Lost Heroes 2°
- Luigi's Mansion°
- Luigi's Mansion 2°
- Luv Me Buddies Wonderland°
- Luxor°
- Luxor: Quest for the Afterlife°

## M
- Ma clinique à la campagne°
- Ma clinique pour animaux 3D
- Ma clinique vétérinaire au zoo 3D°
- Madagascar 3 : Bons baisers d'Europe
- Madden NFL Football
- Magi: Aratanaru Sekai°
- Magi: Hajimari no Meikyū°
- Mahjong 3D: Warriors of the Emperor°
- Mahjong Cub3d
- Mahjong Mysteries: Ancient Athena°
- MahoCole: Mahō * Idol Collection°
- Majin Bone: Jikan to Kūkan no Majin°
- Makai Ōji: Devils and Realist - Dairiō no Hihō°
- Mamegoma Happy! Sweets Farm°
- Mamegoma: Yoi Ko Marui Ko Genki na Ko°
- Mameshiba
- Manga-ka Debut Monogatari: Suteki na Manga o Egakō°
- MapleStory 3DS
- Mario and Donkey Kong: Minis on the Move + Mario vs. Donkey Kong: Minis March Again!
- Mario and Luigi: Superstar Saga + Les Sbires de Bowser°
- Mario and Luigi: Dream Team Bros.°
- Mario and Luigi: Paper Jam Bros.°
- Mario et Luigi : Voyage au centre de Bowser + L'Épopée de Bowser°
- Mario et Sonic aux Jeux olympiques de Londres 2012°
- Mario et Sonic aux Jeux olympiques de Rio 2016°
- Mario Golf: World Tour°
- Mario Kart 7°
- Mario Party: Island Tour°
- Mario Party: Star Rush°
- Mario Party: The Top 100°
- Mario Sports Superstars°
- Mario Tennis Open°
- Mario vs. Donkey Kong: Tipping Stars°
- Maru Gōkaku! Care Manager Shiken
- Marvel Super Hero Squad : Le Gant de l'infini
- Medarot 7°
- Medarot 8°
- Medarot 9°
- Medarot Classics°
- Medarot Dual°
- Medarot Girls Mission°
- Mega Man: Legacy Collection°
- Megami Meguri°
- Meitantei Conan: Marionette Symphony°
- Meitantei Conan: Phantom Rhapsody°
- Metal Fight Beyblade: 4D x Zero-G Ultimate Tournament°
- Metal Gear Solid: Snake Eater 3D°
- Metal Max 4: Gekkō no Diva°
- Metroid: Samus Returns°
- Metroid Prime: Federation Force
- Michael Jackson: The Experience 3D
- Miitopia°
- Mike the Knight and The Great Gallop°
- Mind Quiz : Entraînez votre logique 3D
- Minecraft: New Nintendo 3DS Edition (+ eShop, N3DS)
- Minna de Auto Racing 3D
- Minna no Ennichi
- Miracle Tunes! Game de Tune Up! Dapun!°
- Moco Moco Friends°
- Model * Oshare Audition: Dream Girl°
- Moe Moe Daisensō * Gendaiban 3D°
- Momotarō Dentetsu 2017: Tachiagare Nippon!!°
- Mon hôtel de luxe pour animaux 3D°
- Mon école pour animaux de compagnie 3D°
- Monde de Nemo, Le : Course vers l'océan - Édition spéciale°
- Mondes de Ralph, Les
- MonHun Nikki: Poka Poka Ailu Mura DX°
- Monster 4x4 3D
- Monster High : 13 Souhaits°
- Monster High : Course de Rollers Incroyablement Monstrueuse°
- Monster Hunter 3 Ultimate°
- Monster Hunter 4°
- Monster Hunter 4 Ultimate°
- Monster Hunter Generations°
- Monster Hunter Stories°
- Monster Strike°
- Moshi Monsters: Katsuma Unleashed°
- Moshi Monsters: Moshlings Theme Park°
- Motto Me de Unō o Kitaeru: Sokudoku Jutsu 3
- Murder on the Titanic°
- Murder on the Titanic Mystery 2
- Mushi Bugyō°
- My Baby Pet Hotel 3D°
- My Exotic Farm°
- My Little Baby 3D°
- My Melody: Negai ga Kanau Fushigi na Hako°
- My Pet Puppy 3D
- Myst°
- Les Mystères cachés à Paris°
- Mystérieuses Cités d'or, Les : Mondes secrets°
- Mystery Case Files: Dire Grove°
- Mystery Case Files: Ravenhearst°
- Mystery Case Files: Return to Ravenhearst°
- Mystery Murders: Jack the Ripper°

## N
- Nanami to Issho ni Manabo! English Jōtatsu no Kotsu°
- Nanatsu no Taizai: The Seven Deadly Sins - Unjust Sin°
- Nankō Furaku Sangokuden: Shu to Toki no Dōjaku°
- Nano Assault
- Naruto Powerful Shippūden°
- Naruto Shippūden: The New Era
- NASCAR Unleashed
- Nashi-jiru Action! Funassyi no Yukai na Ohanassyi°
- Nashi-jiru Busha! Funassyi VS Dragons°
- Navy Commander°
- Nazo Waku Yakata: Oto no Ma ni Ma ni°
- Nazotoki Battle TORE! Densetsu no Maky o Fukkatsu Saseyo!°
- NCIS 3D
- Need for Speed: The Run
- Nekketsu Kōha Kunio-Kun Special°
- Neko-Tomo°
- NemuNeko: Puzzle Demo Netei Masu
- Neratte! Tobashite! Rilakkuma GuraGura Sweets Tower°
- New Art Academy°
- New Love Plus°
- New Love Plus+°
- New Super Mario Bros. 2°
- Nicktoons MLB 3D
- Nicola Kanshū: Model * Oshare Audition Platina°
- Niko*Puchi Girls Runway°
- Nikoli no Sudoku 3D Dai-ni-Shū: 8-tsu no Puzzle de 1000-Mon°
- Ninja Jajamaru-kun: Sakura-hime to Karyu no Himitsu°
- Nintendo 3DS Guide: Louvre°
- Nintendo Pocket Football Club°
- Nintendogs + Cats°
- Nobunaga no Yabō°
- Nobunaga no Yabō 2°
- Nouveaux Héros, Les : Combat dans la Baie°
- Nouvelle élève à Monster High, Une°
- Nouvelle Maison du style, La°
- Nouvelle Maison du style 2, La : Les Reines de la mode°
- Nouvelle Maison du style 3, La : Looks de stars°
- Nuigurumi no Cake-yasan: Mahō no Patissiere

## O
- Ochaken to Itsumo Nakayoshi
- Ōchi Mainichi Tamagotchi
- One Piece: Daikaizoku Coliseum°
- One Piece: Romance Dawn°
- One Piece: Super Grand Battle! X°
- One Piece: Unlimited Cruise SP
- One Piece: Unlimited Cruise SP 2
- One Piece: Unlimited World Red°
- Onna Katei Kyōshi Jitka-sensei to Misshitsu ni Itara **shichau Kamoshirenai
- Order Up!!°
- Oregon Trail
- Oresama Kingdom: Ikemen Kareshi o Get Shiyo! Moe Kyun School Days
- Osawari Tantei Nameko Daihanshoku°
- Osawari Tantei Ozawa Rina Rising 3: Nameko wa Banana no Yume o Miru ka?°
- Osawari Tantei Ozawa Rina: Nameko Rhythm
- Oshaberi Usagi: Mecha Kawa Oshare Collection°
- Oshare na Koinu 3D°
- Oshigoto Theme Park 2°
- Osomatsu-san Matsu Matsuri!°
- Outdoors Unleashed: Africa 3D°
- Outdoors Unleashed: Alaska 3D

## P
- PachiPara 3D: Deluxe Umi Monogatari - Pachi-Pro Fūunroko - Hana Kotō no Shōbushi Tachi
- PachiPara 3D: Oōmi Monogatari 2 - Pachi Pro Fūunroku Hana - Kibō to Uragiri no Gakuen Seikatsu
- PachiPara 3D: Oōmi Monogatari 2 with Agnes Lum - Pachi-Pro Fūunroku Hana Kesareta License
- PachiPara 3D: Premium Umi Monogatari - Yumemiru Otome to Pachinko Ō Ketteisen
- Pac-Man and Galaga Dimensions
- Pac-Man et les Aventures de fantômes°
- Pac-Man et les Aventures de fantômes 2°
- Pac-Man Party 3D
- Paddington: Adventures in London°
- Paper Mario: Sticker Star°
- Paper Mario: The Thousand-Year Door 3D
- Peanuts Movie, The: Snoopy's Grand Adventure°
- Penguin no Mondai: The Wars
- Penguin no Mondai+ Bakushō! Roulette Battle!!°
- Persona Q: Shadow of the Labyrinth°
- Persona Q2: New Cinema Labyrinth°
- Pet Zombies
- Petz Beach°
- Petz Countryside°
- Petz Fantasy 3D°
- Phil Taylor's Power Play Darts
- Phineas and Ferb: Quest for Cool Stuff°
- Phoenix Wright: Ace Attorney - Dual Destinies°
- Phoenix Wright: Ace Attorney - Spirit of Justice°
- Phoenix Wright: Ace Attorney Trilogy°
- Phonics Fun with Biff, Chip and Kipper Vol. 1°
- Phonics Fun with Biff, Chip and Kipper Vol. 2°
- Phonics Fun with Biff, Chip and Kipper Vol. 3°
- Picross 3D: Round 2°
- Pika Pika Nurse Monogatari 2°
- Pika Pika Nurse Monogatari: Shōnika wa Itsumo Oosawagi°
- Pilotwings Resort°
- Pinball Hall of Fame: The Williams Collection
- Pingouins de Madagascar, Les°
- Pippi Longstocking 3D
- Planes°
- Planes 2 : Mission Canadair°
- Planet Crashers°
- Pokémon Art Academy°
- Pokémon Donjon Mystère : Les Portes de l'infini°
- Pokémon Méga Donjon Mystère°
- Pokémon Rubis Oméga et Saphir Alpha°
- Pokémon Rumble World°
- Pokémon Soleil et Lune°
- Pokémon Tretta Lab for Nintendo 3DS
- Pokémon Ultra-Soleil et Ultra-Lune°
- Pokémon X et Y°
- Pom Pom Purin: Korokoro Daibōken°
- Poochy and Yoshi's Woolly World°
- Poptropica: Forgotten Islands°
- Power Rangers Megaforce°
- Power Rangers Super Megaforce°
- Poyo Poyo Kansatsu Nikki°
- Pretty Rhythm Rainbow Live: Kira Kira My * Design
- Pretty Rhythm: My * Deco Rainbow Wedding
- PriPara and Pretty Rhythm: PriPara de Tsukaeru Oshare Item 1450!°
- PriPara Idol Time: Yume All-Star Live!°
- PriPara Mezameyo! Megami no Dress Design°
- PriPara Mezase! Idol * Grand Prix No.1!°
- PriPri Chi-chan! PriPri DecoRoom!°
- Pro Evolution Soccer 2011 3D
- Pro Evolution Soccer 2012 3D
- Pro Evolution Soccer 2013 3D°
- Pro Evolution Soccer 2014
- Pro Yakyū Famista 2011
- Pro Yakyū Famista Climax°
- Pro Yakyū Famista Returns°
- Pro Yakyū Spirits 2011
- Professeur Layton et l'Héritage des Aslantes°
- Professeur Layton et le Masque des miracles°
- Professeur Layton vs. Phoenix Wright: Ace Attorney°
- Project X Zone°
- Project X Zone 2°
- Purr Pals: Purrfection
- Putty Squad°
- Puyo Puyo Chronicle°
- Puyo Puyo Tetris°
- Puyo Puyo!! 20th Anniversary
- Puzzle and Dragons X°
- Puzzle and Dragons Z°
- Puzzle and Dragons: Super Mario Bros. Edition°
- Puzzle Bobble Universe
- Puzzler Brain Games°
- Puzzler World 2012 3D
- Puzzler World 2013°

## Q
Pas de jeu pour cette lettre.

## R
- Radiant Historia: Perfect Chronology°
- Raishi°
- Raishi: Konpeki no Shō°
- Rayman 3D°
- Rayman Origins°
- Real Heroes: Firefighter 3D°
- Reel Fishing Paradise 3D°
- Regular Show: Mordecai and Rigby in 8-Bit Land°
- Reine des neiges, La : La Quête d'Olaf°
- Relaxuma Nakayoshi Collection°
- Resident Evil: Revelations°
- Resident Evil: The Mercenaries 3D°
- Return to PoPoLoCrois: A Story of Seasons Fairytale°
- Rhythm Thief et les Mystères de Paris°
- Ridge Racer 3D°
- Riding Stables: The Whitakers present Milton and Friends
- Rilu Rilu Fairilu Kirakira * Hajimete no Fairilu Magic°
- River City: Rival Showdown°
- River City: Tokyo Rumble°
- Rodea the Sky Soldier°
- RollerCoaster Tycoon 3D
- RPG Maker Fes°
- Runbow Pocket° (N3DS)
- Rune Factory 4°

## S
- Safari Quest°
- Saiki Kusuo no Psi Nan: Shijō Psi Dai no Psi Nan!?°
- Samurai Warriors: Chronicles°
- Samurai Warriors: Chronicles 2nd°
- Samurai Warriors: Chronicles 3°
- San Goku Shi°
- San Goku Shi 2°
- Sayonara Umihara Kawase°
- Schtroumpfs, Les°
- Schlag den Raab: Das 2. Spiel
- Scooby-Doo! and Looney Tunes Cartoon Universe: Adventure°
- Scribblenauts Unlimited°
- Scribblenauts Unmasked: A DC Comics Adventure°
- SD Gundam G Generation 3D
- Secret Agent Files: Miami°
- Secrets of the Titanic°
- Sega 3D Classics Collection°
- Sega 3D Fukkoku Archives°
- Sega 3D Fukkoku Archives 3: Final Stage°
- Seisō no Amazones°
- Sekaiju to Fushigi no Dungeon 2°
- Senran Kagura Burst°
- Senran Kagura: Shōjotachi no Shinei
- Senran Kagura 2: Deep Crimson°
- Sentōchu: Densetsu no Shinobi to Survival Battle!°
- Shantae and the Pirate's Curse°
- Sherlock Holmes : Le Mystère de la ville de glace°
- Shifting World°
- Shikakui Atama o Maru Kusuru. Expert Kanji - Keisan - Zukei°
- Shikakui Atama o Maru Kusuru. Junior Kokugo - Sansū - Shakai - Rika - Seikatsu°
- Shikakui Atama o Maru Kusuru. Master Kokugo - Sansū - Shakai - Rika°
- Shin Atelier Rorona: Hajimari no Monogatari The Alchemist of Arland°
- Shin Megami Tensei IV°
- Shin Megami Tensei IV: Apocalypse°
- Shin Megami Tensei: Devil Summoner - Soul Hackers°
- Shin Megami Tensei: Devil Survivor Overclocked°
- Shin Megami Tensei: Devil Survivor 2 Record Breaker°
- Shin Megami Tensei: Strange Journey Redux°
- Shin Tennis no Ōjisama: Go to the Top°
- Shingeki no Kyojin: Humanity in Chains°
- Shingeki no Kyojin: Jinrui Saigo no Tsubasa°
- Shingeki no Kyojin: Shichi-Kara no Dasshutsu°
- Shingeki no Kyojin 2: Mirai no Zahyō°
- Shinobi
- Shogi, The°
- Shokugeki no Soma: Yūjō to Kizuna no Hitosara°
- Shoshinshakara Nippon Ichi Made: Flash Anzan°
- Shovel Knight°
  - Shovel Knight: Plague of Shadows (DLC)
  - Shovel Knight: Specter of Torment (DLC)
- Shunsoku Mezase! Zenkoku Saikyō Runner°
- Sims 3, Les
- Sims 3, Les : Animaux & Cie
- Skylanders: Giants
- Skylanders: Spyro's Adventure
- Skylanders: SuperChargers Racing
- Skylanders: Swap Force
- Skylanders: Trap Team
- Slime MoriMori Dragon Quest 3: Daikaizoku to Shippo Dan
- Smile Pre-Cure! Let's Go! Marchen World
- Snack World, The: TreJarers°
- Sonic and All-Stars Racing Transformed°
- Sonic Boom : Le Cristal brisé°
- Sonic Boom : Le Feu et la Glace°
- Sonic Generations°
- Sonic Lost World°
- Sudoku: The Puzzle Game Collection
- SoniPro°
- Soroban - Anzan - Flash Anzan Kanzenhan°
- Sōsaku Alice to Ōjisama!°
- Souvenir de Gravity Falls : La Légende des gémulettes gnomes°
- SPEC: Kan°
- Spider-Man : Aux frontières du temps
- Spirit Camera : Le Mémoire maudit
- SpongeBob HeroPants°
- Sports Island 3D
- Spot the Differences!°
- Spy Hunter
- Star Fox 64 3D°
- Starry * Sky: In Autumn 3D
- Starry * Sky: In Spring 3D
- Starry * Sky: In Summer 3D
- Starry * Sky: In Winter 3D
- Steel Diver
- Stella Glow°
- Story of Seasons°
- Story of Seasons: Trio of Towns°
- Sudoku + 7 Other Complex Puzzles by Nikoli°
- Sumikko Gurashi: Koko ga Ochitsukundesu°
- Sumikko Gurashi: Koko, Dokonan Desu?°
- Sumikko Gurashi: Mura o Tsukurundesu°
- Sumikko Gurashi: Omise Hajimerundesu°
- Super Black Bass 3D°
- Super Mario 3D Land°
- Super Mario Maker for Nintendo 3DS°
- Super Monkey Ball 3D°
- Super Pokémon Rumble°
- Super Robot Taisen BX°
- Super Robot Taisen UX°
- Super Smash Bros. for Nintendo 3DS°
- Super Street Fighter IV: 3D Edition°
- Sushi Striker: The Way of Sushido°
- Sweets Chara: Sweets Gakkō e Yōkoso!°

- Star Wars : Le Réveil De La Force°

## T
- Taiko no Tatsujin: Chibi Dragon to Fushigi na Orb°
- Taiko no Tatsujin: Dokodon! Mystery Adventure°
- Taiko no Tatsujin: Don to Katsu no Jikū Daibōken°
- Tales of the Abyss°
- Tales of the World: Reve Unitia°
- Tamagotchi no Doki Doki Dream Omisecchi°
- Tamagotchi no Puchi Puchi Omisechi: Ninki no Omise Atsume Maseta°
- Tamagotchi! Seishun no Dream School°
- Tanoshiku - Omoshiroku - Kanken Shōgakusei°[1]
- Tantei Jingūji Saburō: Fukushū no Rinbu°
- Teddy Together°
- Teenage Mutant Ninja Turtles (2013)*
- Teenage Mutant Ninja Turtles (2014)*
- Teenage Mutant Ninja Turtles: Danger of the Ooze°
- Tekken 3D: Prime Edition
- Tenkai Knights: Brave Battle°
- Terra Formars: Akaki Hoshi no Gekitō°
- Terraria°
- Tetris Axis°
- Tetris Ultimate°
- Tetsudō Nippon! Rosen Tabi: Aizu Tetsudō-hen°
- Tetsudō Nippon! Rosen Tabi: Jōge-sen Shūroku Double Pack
- Tetsudō Nippon! Rosen Tabi: Jōmō Denki Tetsudō-hen°
- Tetsudō Nippon! Rosen Tabi: Kikansha Thomas-hen Oigawa Tetsudō!°
- Tetsudō Nippon! Rosen Tabi: Nagaragawa Tetsudō-hen°
- Tetsudō Nippon! Rosen Tabi: Ōmi Tetsudō-hen°
- Theatrhythm Dragon Quest°
- Theatrhythm Final Fantasy°
- Theatrhythm Final Fantasy: Curtain Call°
- Thomas and Friends: Steaming Around Sodor°
- Thomas to Asonde Oboeru Kotoba to Kazu to ABC°
- Thor : Dieu du tonnerre
- Time Travelers°
- TOEIC Test: Chōsoku Training[2]
- Tom Clancy's Ghost Recon: Shadow Wars°
- Tom Clancy's Splinter Cell 3D°
- Tomodachi Life°
- Tongari Bōshi to Mahō no Machi°
- Top Trumps NBA All Stars
- Toriko: Gourmet Battle!°
- Toriko: Gourmet Monsters!
- Toriko: Ultimate Survival°
- Tōshin Toshi°
- Tōsōchū: Shijō Saikyō no Hunter-Tachi Kara Nigekire!°
- Transformers: Prime - The Game°
- Transformers 3 : La Face cachée de la Lune - Stealth Force Edition°
- Transformers: Rise of the Dark Spark°
- Trash Pack, The
- Travel Adventures with Hello Kitty°
- Tribe Cool Crew: The G@me°

## U
- Ultimate NES Remix°
- UnchainBlades EXXiV°
- Unchained Blades°

## V
- Violetta : Rythme et Musique°
- Virtue's Last Reward°
- Virus Shooter XX
- Vitamin X Evolution Plus°
- Vitamin Z Revolution°

## W
- Wagamama Fashion: GirlsMode - Yokubari Sengen! Tokimeki Up!°
- Waku Waku Sweets: Happy Sweets Making°
- Wan Nyan Dōbutsu Byōin Pet no Oisha-san ni Narō!°
- Wan Nyan Dōbutsu Byōin 2°
- Wan Nyan Pet Shop°
- Wannyan Dobutsu Byouin: Suteki na Jūi-San ni Narou!°
- WarioWare Gold°
- Winter Sports 2012: Feel the Spirit°
- Winx Club: Saving Alfea°
- Wipeout: Create and Crash°
- Wipeout 2°
- Wipeout 3
- Word Wizard 3D°
- World Soccer Winning Eleven 2014: Aoki Samurai no Chōsen°
- WRC: FIA World Rally Championship°
- WWE All Stars

## X
- Xenoblade Chronicles 3D° (N3DS)

## Y
- Yakari : Le Mystère de Quatre-Saisons°
- Yo-kai Sangokushi°
- Yo-kai Watch°
- Yo-kai Watch 2°
- Yo-kai Watch 3°
- Yo-kai Watch Blasters°
- Yo-kai Watch Busters 2°
- Yoshi's New Island°
- Young Justice: Legacy°
- Yowamushi Pedal: Ashita e no High Cadence°
- Yu-Gi-Oh! Zexal: World Duel Carnival°
- Yūgen Gaisha Brave Company

## Z
- Zero Time Dilemma°
- Zoo Keeper 3D
- Zoo Resort 3D°
- Zyuden Sentai Kyoryuger: Game de Gaburincho!!°